# Кийренд, Олев
О́лев Ки́йренд (эст. Olev Kiirend; 26 января 1949, Кихельконна, Сааремаа, Эстонская ССР, СССР) — советский и эстонский борец греко-римского стиля, тренер.

## Спортивная карьера
В мае 1972 года в Ульяновске стал серебряным призёром чемпионата СССР. В апреле 1973 года в Таллине завоевал бронзовую медаль чемпионата СССР. Является четырехкратным чемпионом Эстонской ССР по греко-римской борьбе (первая весовая и абсолютная весовая категории в 1974, 1975 и 1980 годах). В 2008 году стал бронзовым призёром чемпионата мира по борьбе в вольном стиле  среди ветеранов в дивизион «Е» (старше 55 лет). Является восьмикратным чемпионом мира среди ветеранов по греко-римской борьбе.

## Проблемы с законом
В феврале 1982 года Кийренд вместе с тренером по борьбе Арвидом Лейумаа, впоследствии переехавшим в Финляндию, и одной супружеской парой пытался бежать из СССР через Карелию. Для этого они проехали по лесной дороге в сторону советско-финской границы. После поворота лесной дороги они оказались у пограничного заграждения, где их три часа досматривали и наконец вернули обратно.
Вечером 13 октября 1982 года Кийренд отправился на Сааремаа с друзьями и соратниками Ингвальдом Арри и Харро Харусоо, чтобы бежать из залива Ууделепа в Швецию на купленном у рыбака за сто рублей резиновом плоту, который был спрятан на берегу. Туда они ездили на ГАЗ-53, переоборудованным в мастерскую. На въезде их задержали пограничники для проверки документов и салона автомобиля. Они прошли проверку и продолжили свой путь. Позже Кийренд планировал бежать один на деревянной лодке и купил для нее подвесной мотор «Вихрь-30». Арри и Харусоо присоединились к нему только в день побега. Двигатель их катера несколько раз глох в Балтийском море. В конце концов, Кийренд решил, что нужно продолжать греблю. К 14 октября 1982 года они уже 13 часов дрейфовали в Балтийском море, когда их заметил капитан советского гражданского корабля «Волго-Балт 136». Их подняли на борт под угрозой применения оружия, накормили и разместили в отдельных каютах. Вскоре на борт гражданского теплохода с небольшим грузовым судном прибыл Михаил Лутченко — начальник отделения КГБ СССР в Сааремаа. Лутченко видел их план побега, но не сообщил о побеге начальству. Кийренда, Арри и Харусоо отправили в таллинскую Батарейную тюрьму. Закрытое слушание состоялось в суде тюрьмы. Подсудимых защищал адвокат Леон Гликман. Вместе с Кийрендом, Арри и Харусоо на скамье подсудимых также были Андрес Берг, Аллан Руус, Райнер Мянна и Сергей Любко. Помимо попытки побега их обвинили в угоне пассажирского самолета, следовавшего по рейсу Кингисепп — Таллинн. Позднее Кииренд назвал историю с угоном самолета мошенническим маневром. 
КГБ обыскал всех в Таллине, но ничего подозрительного не нашел. Прокурор Сийм Кирсипуу настаивал на пяти годах для Арри и Харусоо в колонии-поселении, но судья Хильда Уускюла приговорила их к двум годам колонии общего режима. Однако Кийренд был приговорен к семи годам лишения свободы. Остальные подсудимые были приговорены к исправительным работам, не связанным с лишением свободы. Приговор вступил в законную силу 30 марта 1983 года. В 1983 году Кийренд провёл полгода в колонии Румму. Из колонии он пытался бежать 31 августа того же года, чтобы избежать отправку в сибирскую колонию, которая намечалась 7 сентября. Вечером 31 августа он погрузил ящик в грузовик и спрятался в нём, когда закончил погрузку. Когда машина уехала, две собаки проверили груз, и одна из собак, взобравшись на груз, обнаружила Кийренда. После этого его отправили в Красноярскую тюрьму. 
После распада Советского Союза Эстония присудила Кийренду компенсацию в размере 5900 крон за годы, проведённые в заключении. Кийренд не принял эту сумму, так как не считал, что она соответствует семи годам лишения свободы. Кийренд подал иск на большую сумму к тогдашнему министру юстиции Урмасу Рейнсалу, но иск о компенсации до сих пор не разрешён в связи с исчезновением судебных материалов.

## Личная жизнь
Учился в школе Вайвере, Таллинской спортивной школе-интернате. В 1973 году окончил Таллинскую 10-ю рабочую среднюю школу. Отец Олева Джон был «лесным братом». У него была жена Инга. Они развелись в 1981 году.

## Спортивные результаты
- Чемпионат СССР по классической борьбе 1972 —
- Чемпионат СССР по классической борьбе 1973 —